# Mayta Capac
Mayta Capac (XIII - XIV wiek) – na wpół legendarny władca Inków i czwarty Sapa Inca od ok. 1290 do ok. 1320 roku z dynastii Húrin, starszej gałęzi królewskiego rodu Inków, syn króla Lloque Yupanqui.
Według legendy Mayta Capac urodził się pół roku przed czasem i już w dzieciństwie odznaczał się nadzwyczajną siłą i wielkością. Charakteryzował go jednocześnie wybuchowy, nieprzewidywalny charakter, co prowadzić miało do konfliktów z sąsiadami jeszcze za panowania jego ojca. 
W tradycji Inków król ten cieszył się opinią wielkiego wojownika i zdobywcy – miał on podbić rozległe obszary w sąsiedztwie jeziora Titicaca oraz miasta Arequipa i Potosí, w rzeczywistości jednak jego władztwo najprawdopodobniej nie wykraczało poza dolinę Cuzco i ziemie sąsiedniego plemienia Alcavisa (a więc ziemie w promieniu kilku, najwyżej kilkunastu kilometrów od stolicy). Przy założeniu, że szersze podboje rzeczywiście miały miejsce za jego panowania, ich przyczyną byłby prawdopodobnie poświadczony w tym czasie nieurodzaj i ogólnie niesprzyjające warunki pogodowe w dolinie Cuzco.
Główną małżonką (coyą) Mayty Capaca i królową Inków była Mama Tankariy Yachiy.